# Triplectidina moselyi
Triplectidina moselyi är en nattsländeart som beskrevs av Mcfarlane och Ward 1990. Triplectidina moselyi ingår i släktet Triplectidina och familjen långhornssländor. Inga underarter finns listade i Catalogue of Life.